# Trofée Preven's

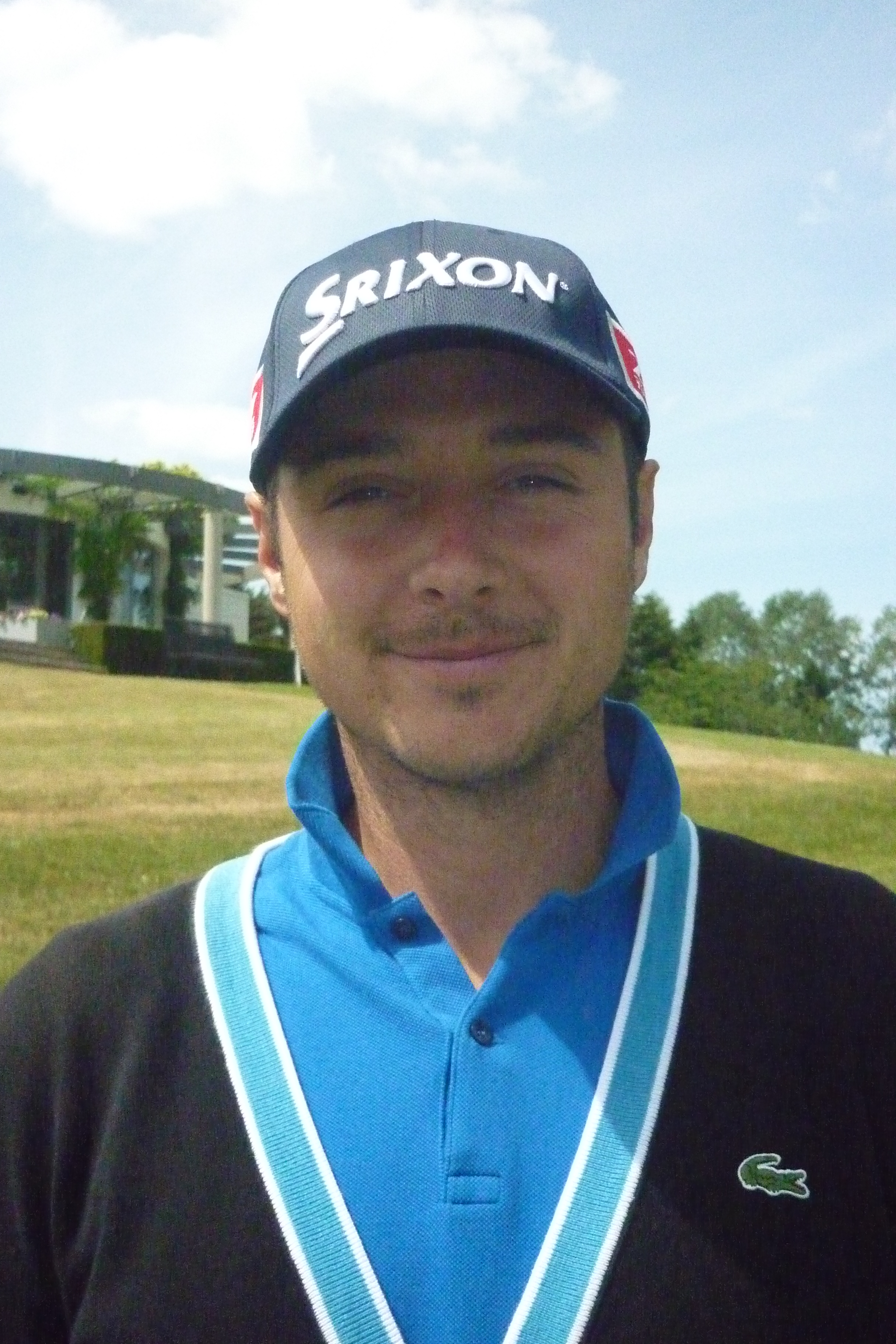
Eerste winnaar

De Trofée Preven's is een voormalig golftoernooi. Het toernooi werd gespeeld op de Golf de Bussy bij Parijs. Het toernooi werd de eerste drie jaren georganiseerd door de Franse Golf Federatie (FF Golf). In 2010 en 2011 maakte het deel uit van de LET Access Series (LETAS) en werd er enkel een toernooi gespeeld voor vrouwen. 

## Alps Tour
Van 2007-2009 maakte het toernooi deel uit van de AGR-Allianz Tour en werd het eind augustus gespeeld. De eerste editie werd gewonnen doorJulien Quesne. Hij stond op de laatste tee een slag achter Bruno-Teva Lecuona, maar deze sloeg zijn bal in het water en maakte een dubbel-bogey. In 2008 won Julien Guerrier. Het baanrecord kwam tijdens ronde 1 op naam van Samuel Tanfin na een ronde van 62 (-0)
In 2009 werd het toernooi gewonnen door Bruno-Teva Lecuona. Guillaume Watremez eindigde op de 10de plaats, Didier de Vooght werd T30..

## LETAS
In 2010 en 2011 maakte de Trofée Preven's deel uit van de net opgerichte LETAS, die toen nog maar vijf toernooien had. De eerste editie werd in oktober gespeeld en gewonnen door Jade Schaeffer, die Bussy als haar thuisbaan beschouwt. Beste Nederlandse speelster was Kyra van Leeuwen (T14), beste Belgische speelster was Lien Willems (T19).
In 2011 had de LETAS zeven toernooien. Hier behaalde Marieke Nivard haar eerste touroverwinning. Ze won de Trofée Preven's met een score van -8 (3 rondes). Op de tweede plaats eindigden Joanna Klatten, Henrietta Zuel, Camille Fallay, Marjet van der Graaff en Elena Giraud, allen met -5.

## Erelijst mannen
| Jaar | Naam               | Score | Score |
| ---- | ------------------ | ----- | ----- |
| 2007 | Julien Quesne      | 277   | -7    |
| 2008 | Julien Guerrier    | 269   | -15   |
| 2009 | Bruno-Teva Lecuona | 276   | -8    |

## Erelijst vrouwen
| Jaar | Naam           | Score | Score |
| ---- | -------------- | ----- | ----- |
| 2010 | Jade Schaeffer | 208   | -8    |
| 2011 | Marieke Nivard | 208   | -8    |